# یوکی ایمای
یوکی ایمای (انگلیسی: Yuki Imai؛ زادهٔ ۳۰ دسامبر ۱۹۹۸) بازیگر اهل ژاپن است. وی از سال ۲۰۰۳ میلادی تاکنون مشغول فعالیت بوده‌است.
از فیلم‌ها یا برنامه‌های تلویزیونی که وی در آن نقش داشته‌است می‌توان به سگودون اشاره کرد.